# Chemins de fer du Centre du Maine et du Québec
Pour les articles homonymes, voir CMQ.
Les Chemins de fer du Centre du Maine et du Québec (anglais : Central Maine and Quebec Railway ou CMQ) sont une compagnie de chemin de fer opérant au Québec ainsi que dans les états américains du Maine et du Vermont. Détenue par Railroad Acquisition Holdings, une filiale de Fortress Investment Group, elle possède des bureaux à New York, à Bangor et à Sherbrooke. La CMQ est le successeur de la Montreal, Maine & Atlantic (MMA).

## Histoire

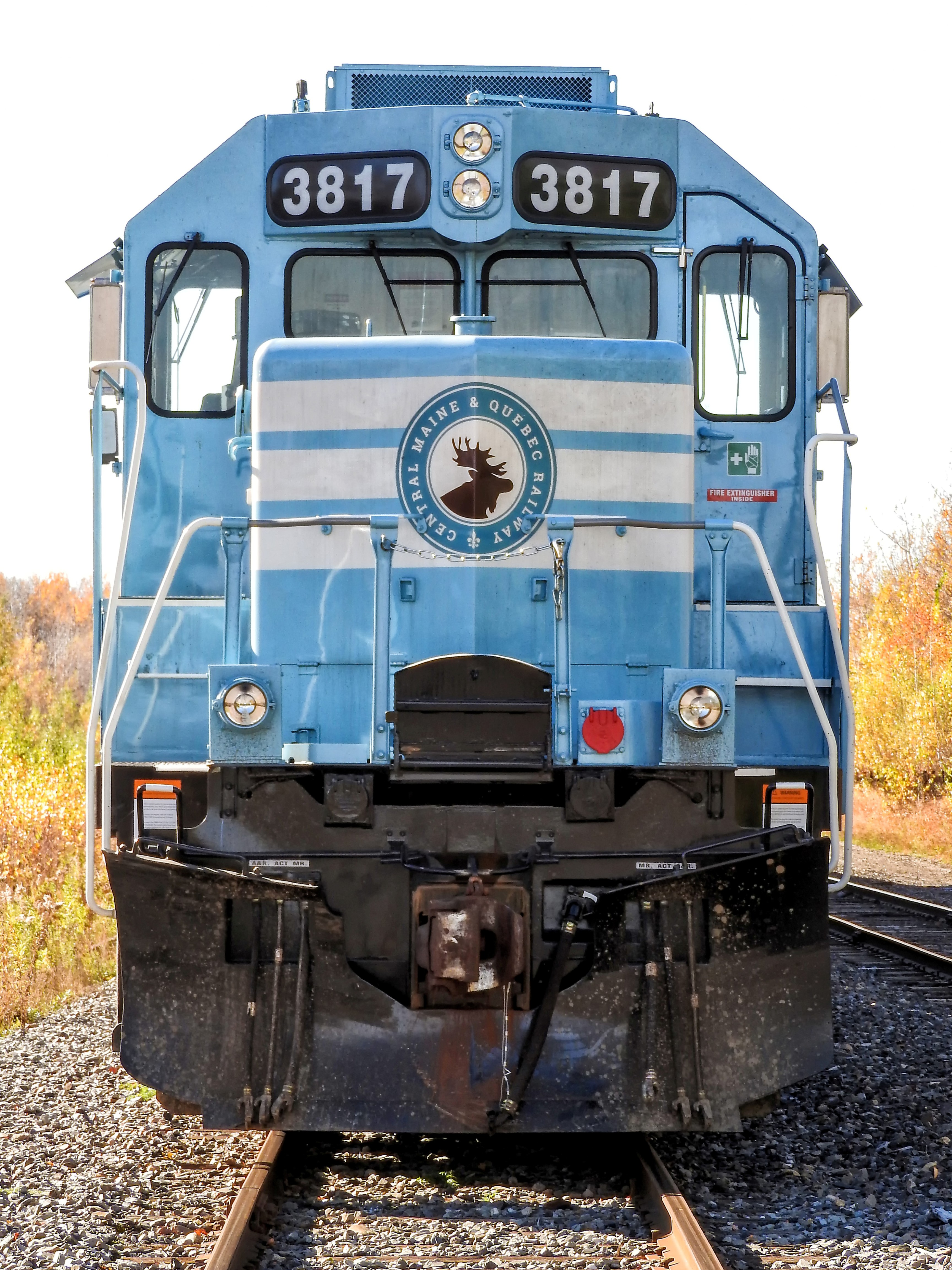
Locomotive de la CMQ.

Le 7 août 2013, la compagnie Montreal, Maine & Atlantic (MMA) déclare faillite aux États-Unis et au Canada à la suite de l'accident ferroviaire de Lac-Mégantic. Cette tragédie causa la mort de 47 personnes et des dommages estimés à 200$ millions. En décembre 2013, Fortress Investment Group, par l'intermédiaire de sa filiale Railroad Acquisition Holdings (RAH), fait une offre pour récupérer les actifs de la MMA. En janvier 2014, le groupe d'investissement remporte l'enchère pour la somme de 15,7 millions. Le mois suivant, RAH a annoncé qu'il forme la nouvelle entité Central Maine & Québec Railway pour devenir l'opérateur des lignes de chemin de fer acquises.
Le 4 juin 2020, Le Canadien Pacifique finalise l'acquisition du CMQ.

## Chemins de fer
La CMQ possède les tronçons suivants :
- Subdivision Searsport (47 km) : Jonction du nord du Maine à Searsport
- Subdivision Millinocket (126.3 km) : Jonction du nord du Maine à Millinocket
- Subdivision East Millinocket (9.96 km) : Millinocket à East Millinocket
- Subdivision Madawaska (2.4 km) : Millinocket jusqu'au départ de la Maine Northern Railway
- Subdivision K.I. (6.02 km) Brownville à la Jonction de Brownville
- Subdivision Moosehead (188.5 km) : Jonction de Brownville à Lac-Mégantic
- Subdivision Sherbrooke (202.1 km) : Lac-Mégantic à Brigham
- Subdivision Adirondack (32.2 km) : Brigham à Saint-Jean-sur-Richelieu
- Subdivision Newport (97.2 km) : Brigham à Newport
- Subdivision Stanbridge (inutilisée) (20.23 km) : Farnham à Stanbridge Station
- Subdivision Saint-Guillaume (inutilisée) (42.5 km) : Farnham à Sainte-Rosalie

Au total, la CMQ détient 774,11 kilomètres de chemins de fer dont :
- 355.23 km au Maine
- 381.11 km au Québec
- 37.77 km au Vermont